# Lithium (píseň, Nirvana)
„Lithium“ je název skladby od americké grungeové skupiny Nirvana. Píseň vyšla také na stejnojmenném singlu k albu Nevermind. Autorem textu i melodie je frontman Nirvany Kurt Cobain. Text písně pojednává o časovém období v roce 1987, kdy Cobain bydlel v domě katolické rodiny jednoho svého přítele. Cobain působení rodiny na sebe přirovnává k účinkům lithia, tehdy velmi užívaného léku bipolární afektivní poruchy.